# Sant'Elena Sannita
Sant'Elena Sannita é uma comuna italiana da região do Molise, província de Isérnia, com cerca de 277 habitantes. Estende-se por uma área de 14 km², tendo uma densidade populacional de 20 hab/km². Faz fronteira com Bojano (CB), Casalciprano (CB), Frosolone, Macchiagodena, Spinete (CB).

## Demografia
| Variação demográfica do município entre 1861 e 2011                               |
|                                                                                   |
| Fonte: Istituto Nazionale di Statistica (ISTAT) - Elaboração gráfica da Wikipedia |